# Mosasaurus

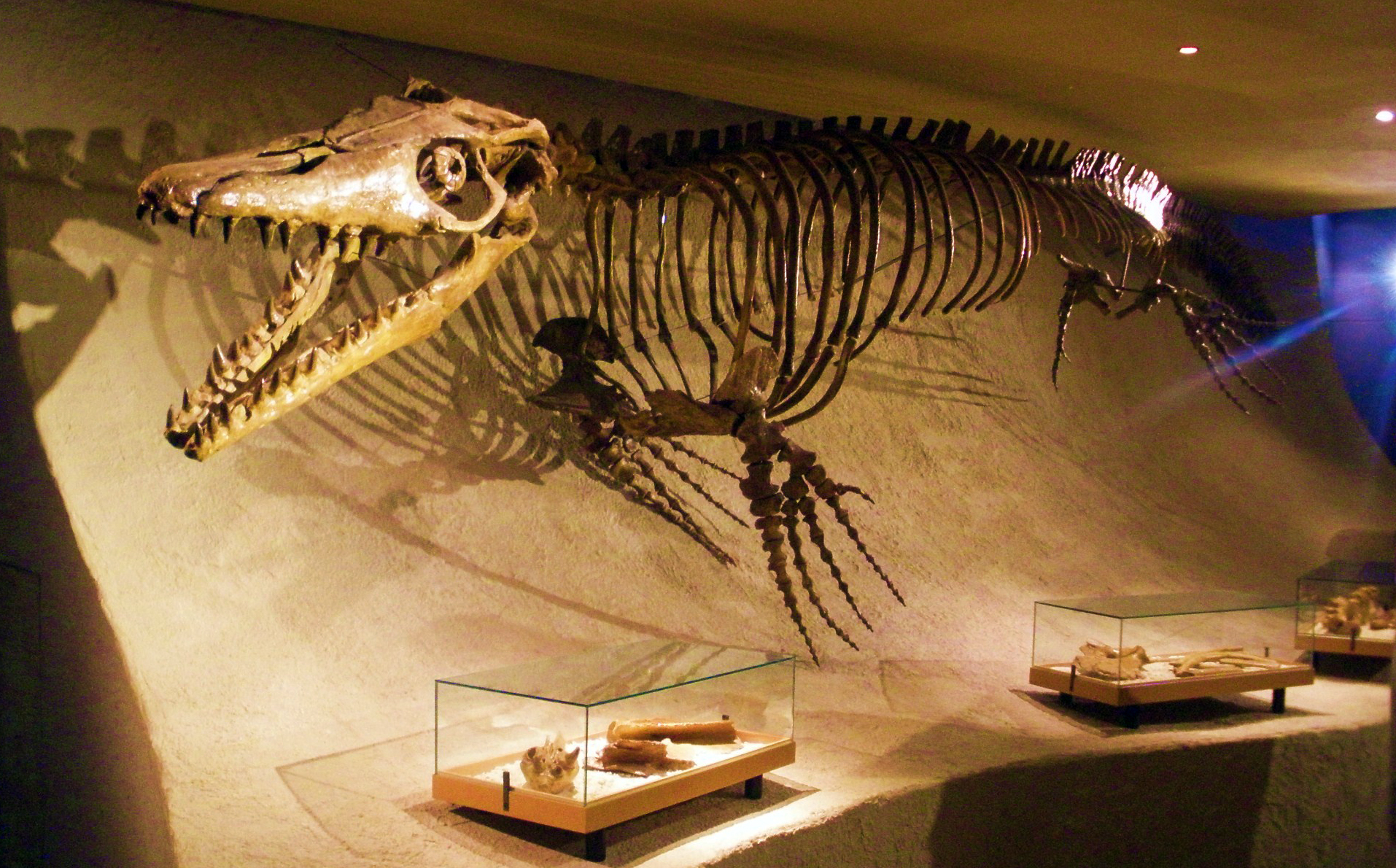
Rekonstrukce kostry mosasaura

Mosasaurus („ještěr od řeky Mázy“) je rod pozdně křídového mořského plaza z čeledi Mosasauridae. Jedná se o nejznámějšího a také prvně popsaného zástupce této skupiny. První pozůstatky tohoto rodu byly objeveny již kolem roku 1764 na území Nizozemska. Mosasauři žili v mořích pozdní křídy, asi před 70 až 66 miliony let, a to na území dnešní Evropy a Severní Ameriky, pravděpodobně ale i jinde. Všichni vymřeli spolu s neptačími dinosaury a ptakoještěry na konci druhohor. Tento "odpadkový" rod dnes zahrnuje asi 9 až 19 rozeznávaných druhů, jejich klasifikace však není zcela ujasněná.

## Popis
Stejně jako ostatní zástupci čeledi byl i Mosasaurus dobře adaptován k životu v moři. Jeho končetiny se přeměnily na ploutve, přední byly mírně delší než zadní. Mosasauři byli poměrně robustní a mohli dosahovat délky až kolem 17,6 metru, patřili tedy k největším mořským živočichům své doby. Šlo o dravce, kteří se specializovali na lov mořských obratlovců i bezobratlých. Podle toho byla jejich dlouhá a štíhlá tlama vyzbrojena různými typy zubů, které mohly drtit schránky nebo také řezat kusy masa z těl kořisti. Mohutný a silný ocas sloužil k lepšímu manévrování pod vodou.
Tito velcí mořští predátoři vyhynuli na konci křídy při velkém hromadném vymírání druhů, které postihlo například také neptačí dinosaury.

## Historie objevů
První exemplář mosasaura byl objeven již roku 1764 nedaleko nizozemského Maastrichtu. Dnes se tento exemplář nachází v Teylersově muzeu v Haarlemu. Druhý exemplář byl objeven mezi roky 1770 a 1774 na stejném místě (v podzemních křídových lomech u Maastrichtu) a byl vykopán za pomoci vojenského lékaře v penzi Johanna Leonarda Hoffmanna (1710–1782). V roce 1794 však byla tato cenná fosílie odvezena do Paříže jako válečná kořist francouzských revolučních vojsk, která oblehla a obsadila Maastricht. Zkamenělinu lebky mosasaura pak zkoumal věhlasný přírodovědec Georges Cuvier. Teprve roku 1822 pojmenoval tohoto mořského plaza britský paleontolog William D. Conybeare.

## V populární kultuře
Mosasaurus jako obří mořský dravý plaz figuroval již v nejednom díle z žánru sci-fi i v dokumentech o pravěkém životě. Mezi nejslavnější zobrazení patří obří jedinec, chovaný jako zábavní atrakce ve filmu Jurský svět z roku 2015.